# Burria longelaminata
Burria longelaminata är en insektsart som först beskrevs av Schulthess 1898.  Burria longelaminata ingår i släktet Burria och familjen Diapheromeridae. Inga underarter finns listade.